# Joannes Aerts (burgemeester)
Joannes Aerts (1780 - Lommel, 15 februari 1813) is een voormalig katholiek burgemeester van de Belgische gemeente Lommel.
Aerts werd op 4 september 1780 in Lommel gedoopt als zoon van Jacobus Aerts (1742-1804) en Adriana Dielis (1752-1782). Op 14 juni 1802 huwde hij voor de schepenbank van Lommel met Maria Elisabetha van Ham, gedoopt op 8 december 1780 in Lommel, dochter van Joannes Vanham (1735-1787) en Aldegondis Dielis (1752-1839). Ze kregen samen vijf kinderen: Adriana (1803), Joannes (1806), Catharina Elisabeth (1808), Pierre Jacques (1810) en in de maand van zijn overlijden Allegonde (1813).
Zoals blijkt uit de parochieregisters en de registers van de Burgerlijke Stand, werd Aerts rond 20 oktober 1808 benoemd tot allereerste "burgemeester" van Lommel. Het Franse "maire" kon immers ook meier of schout betekenen. In de allereerste akte van de Lommelse Burgerlijke Stand van 23 oktober 1808 werd hij genoemd als "Jean Jacques Aerts, Maire et officier de L'état civil de la commune de Lommel, canton d'Achel, Département de la Meuse Inférieure".
Joannes Aerts overleed tijdens zijn ambtsperiode, op 15 februari 1813. De letterlijke transcriptie van zijn overlijdensakte luidt:
Décés No 18 L'an Mil huit cent treze le quinze du mois de fevrier a dix heures du Matin pardevant nous Jacques Truyens adjoint au Maire, sont comparu Jacques Gathy profession de charon agé de quarante ans et de Henry B: Hessemans rentier agé de soixante dix ans tous les deux voissins et Domecillier a Lommel les quels nous ont declaré qu'aujourd'hui a cinq heures du rélevé Jean Jacques Aerts maire Epoux de Elisabeth Van Ham agé de trente trois ans, fils de Jacques Aerts et de Adriana Dilles Décedés est décedé a L'heure susditte a sa propre maison au centre du vilage et ont les declarants signé avec nous le présant acte aprés qu'ils leurs en a été donné Lecture./. Henry B. Hesemans J: Truyens adjoint pr le maire.
"Sa propre maison au centre du vilage" verwijst naar het Huis Aerts, een oude beschermde afspanning, thans onderdeel van het GlazenHuis, het Lommelse Museum voor Hedendaagse Glaskunst.
Na het overlijden van Aerts nam schepen Jacobus Truijens (1765-1814) tijdelijk de functie van burgemeester waar. Zijn naam kwam trouwens al eerder voor; sinds begin 1813 tekende hij elke akte van de Burgerlijke Stand voor de burgemeester. Schepen Truijens zou de functie van waarnemend burgemeester overigens een aantal maanden uitoefenen, want pas op 25 november 1813 werd Achelaar Willem Karel Koekhofs (1777) als burgemeester genoemd.